# St. Andreas (Nürnberg)

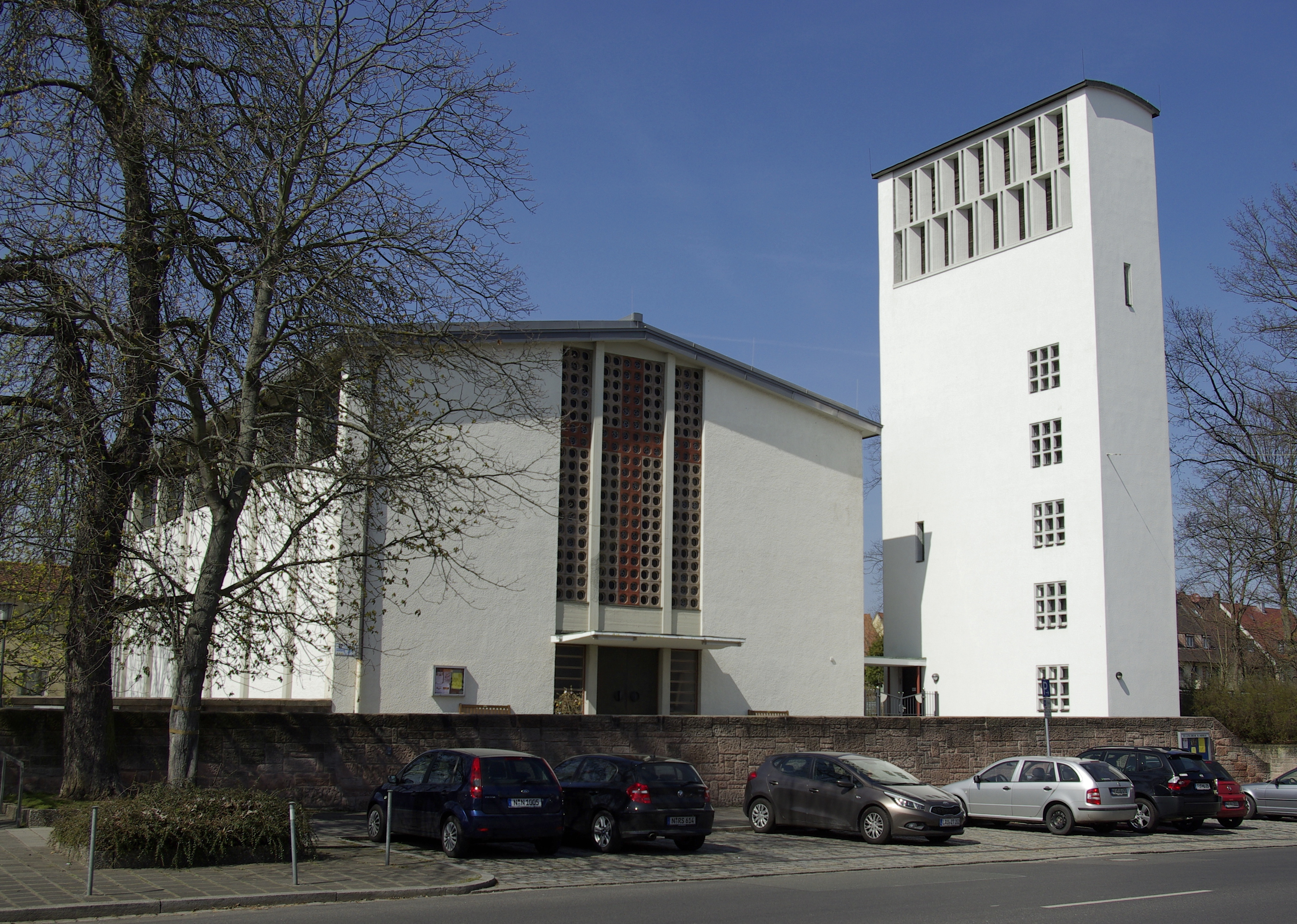
Die evangelische Andreaskirche in Nürnberg (2015)

Die St.-Andreas-Kirche ist die Kirche der evangelisch-lutherischen Kirchengemeinde St. Andreas Nürnberg. Sie befindet sich Stadtteil Thon in der Nürnberger Nordstadt.

## Geschichte

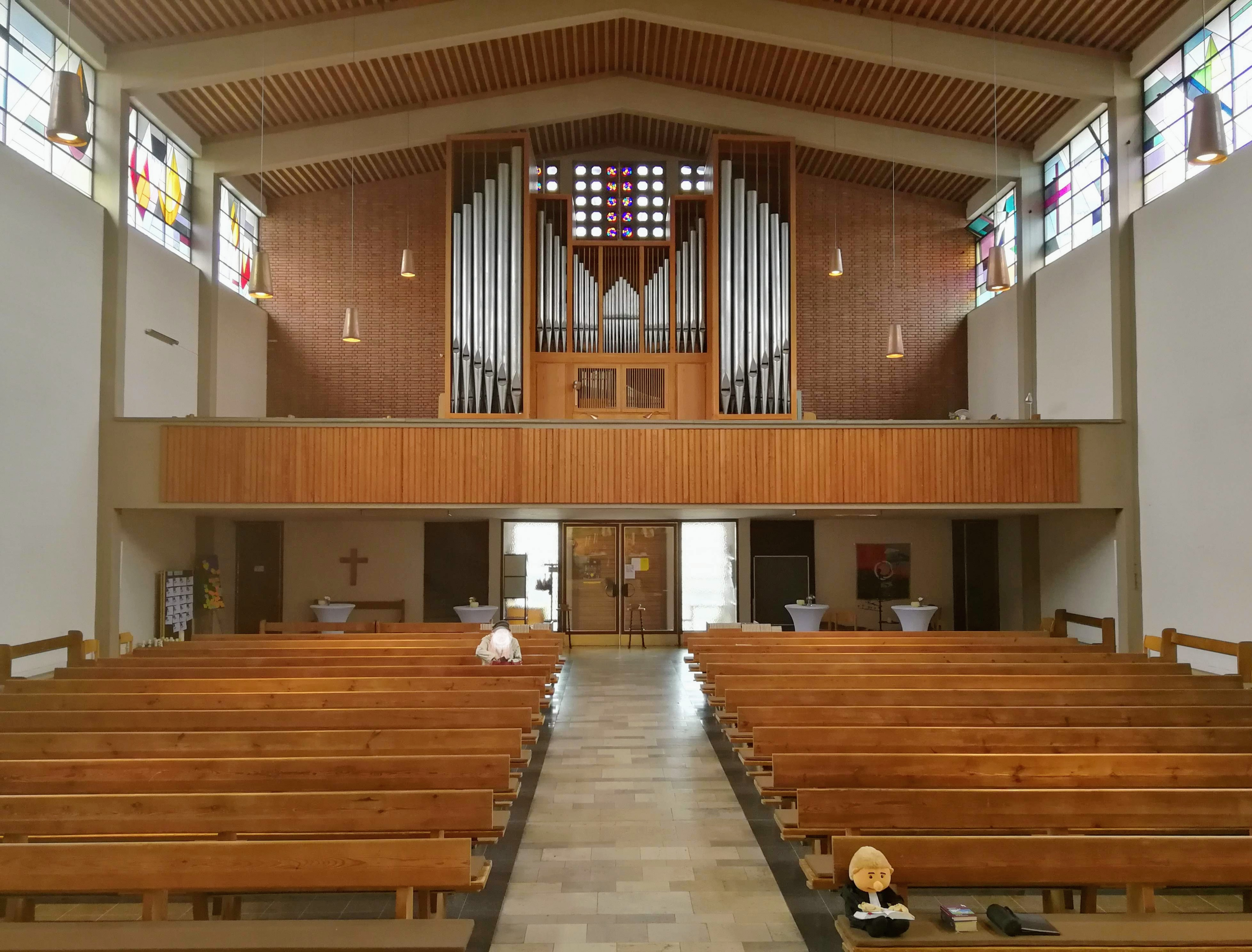
Innenraum, Blick zur Orgel

Vor dem Bau der Kirche benutzte die Gemeinde den Löhe-Betsaal als provisorischen Gottesdienstraum. Da dieser für die wachsende Gemeinde zu klein geworden war, wurde beschlossen, eine Kirche zu bauen. Die Andreaskirche wurde in den Jahren 1957/58 gebaut und am 7. September 1958 als erste Kirche in Nürnberg nach dem Zweiten Weltkrieg eingeweiht. Als Name war ursprünglich der Name Auferstehungskirche im Gespräch. Da es in Fischbach aber bereits eine Auferstehungskirche im Dekanat Nürnberg gab, kam dieser Name nicht in Frage. Schließlich wurde der Name St. Andreas, nach dem Apostel Andreas, gewählt.
Die Orgel wurde 1959 durch die in Hamburg ansässige Orgelbaufirma Rudolf Beckerath installiert. Sie stellte damals in der Region eine Besonderheit dar, da sie nicht im Stil süddeutscher Orgeln gebaut war, sondern einen norddeutsch-herben, maskulinen Klang besitzt. 1996 wurde die Orgel renoviert, wobei besonders das Brust- und Pedalwerk eine Aufwertung erfuhren.

## Bildergalerie

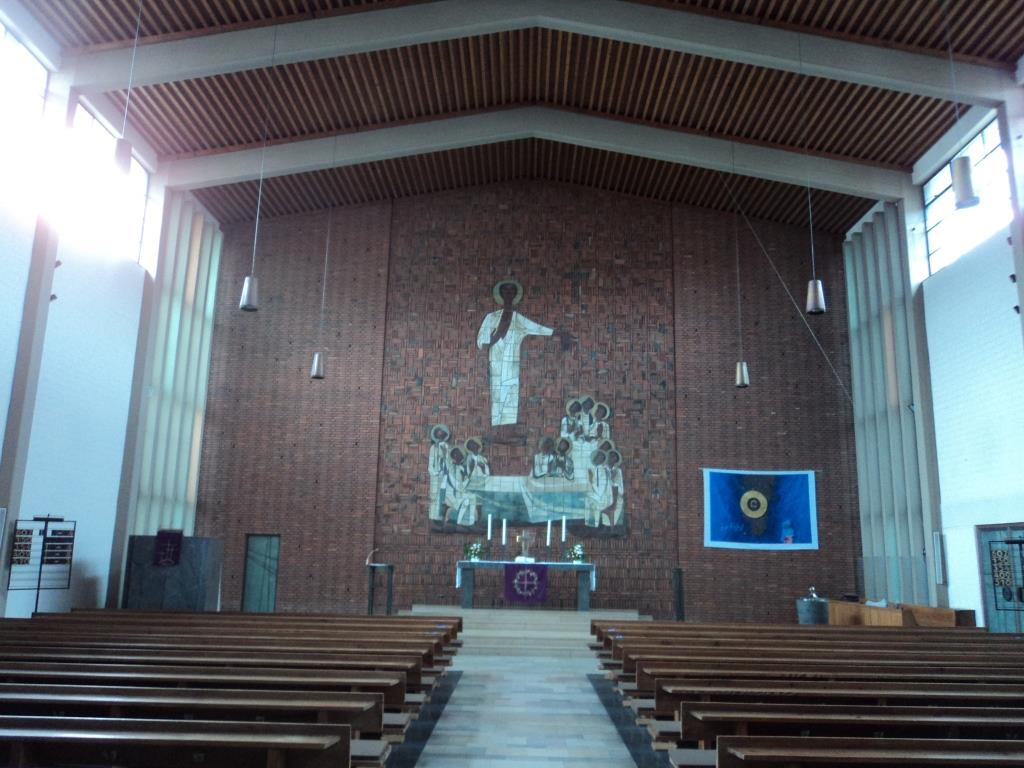
Der Innenraum
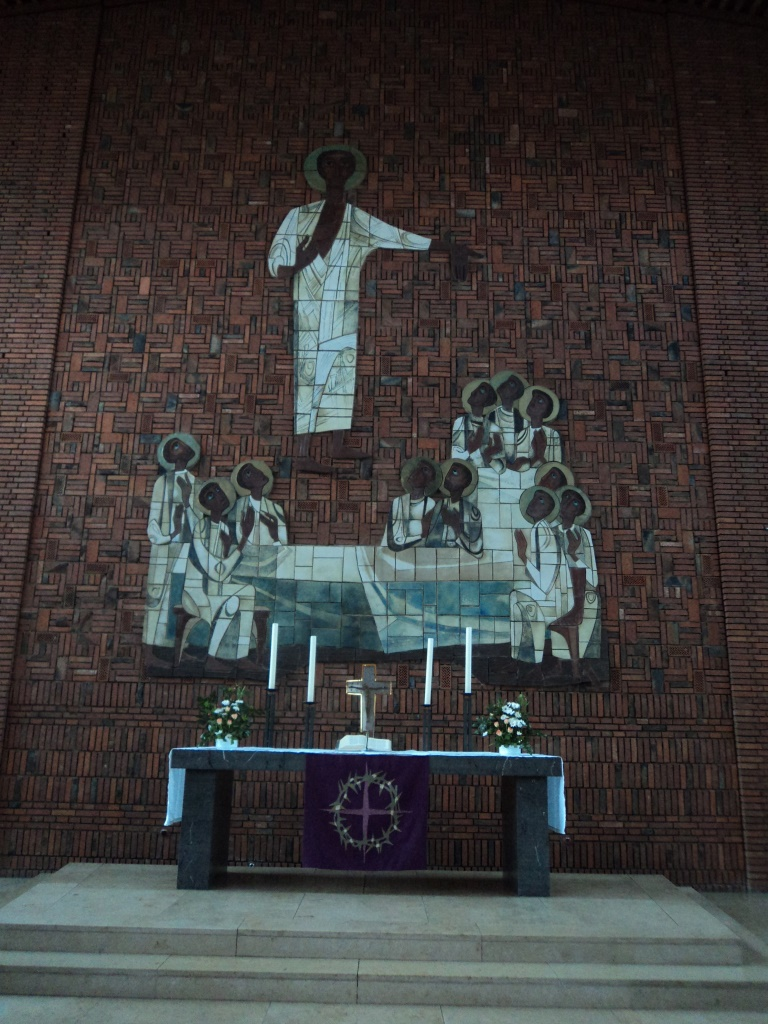
Altarraum in der Passionszeit
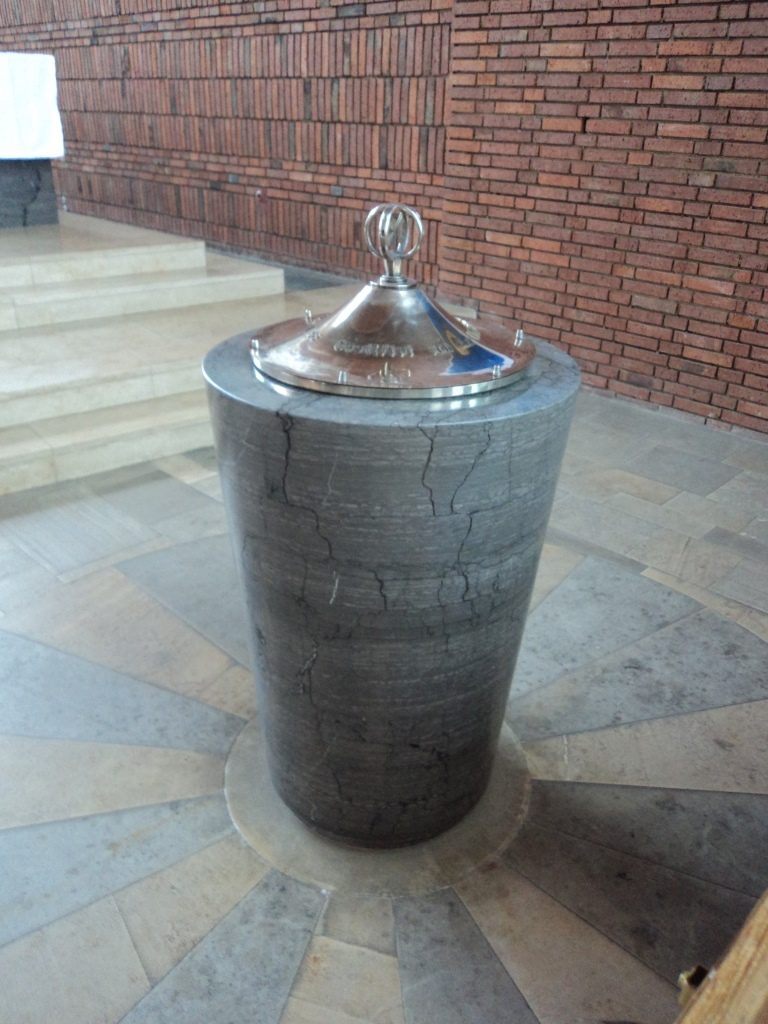
Der Taufstein
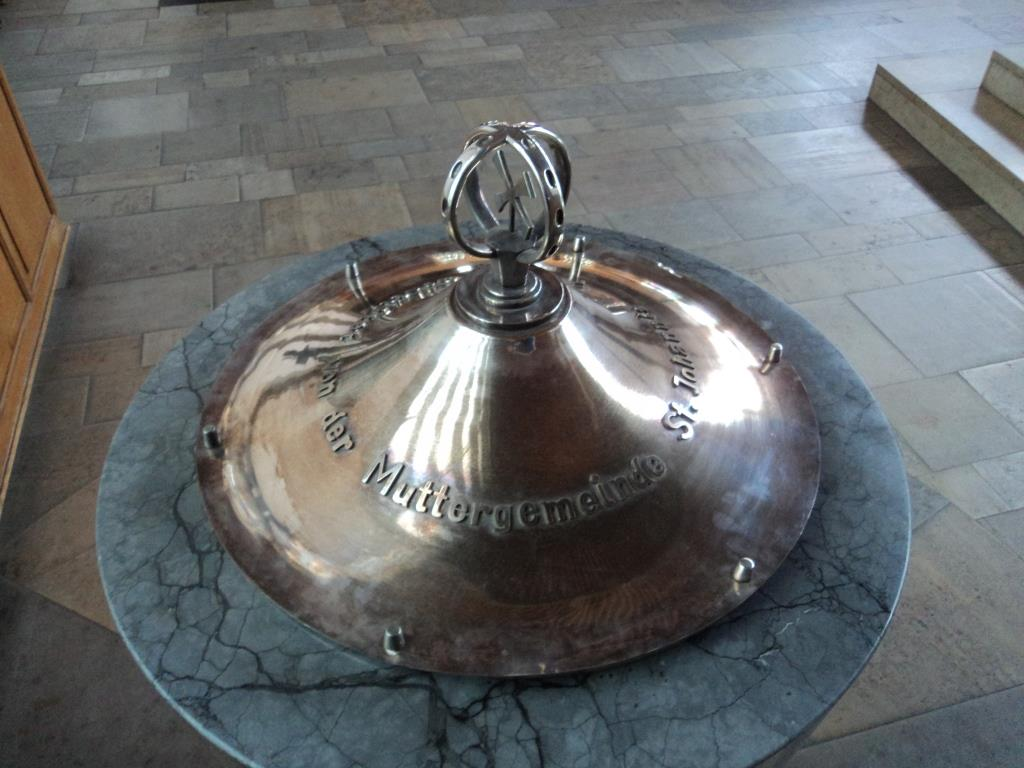
Abdeckung des Taufsteins
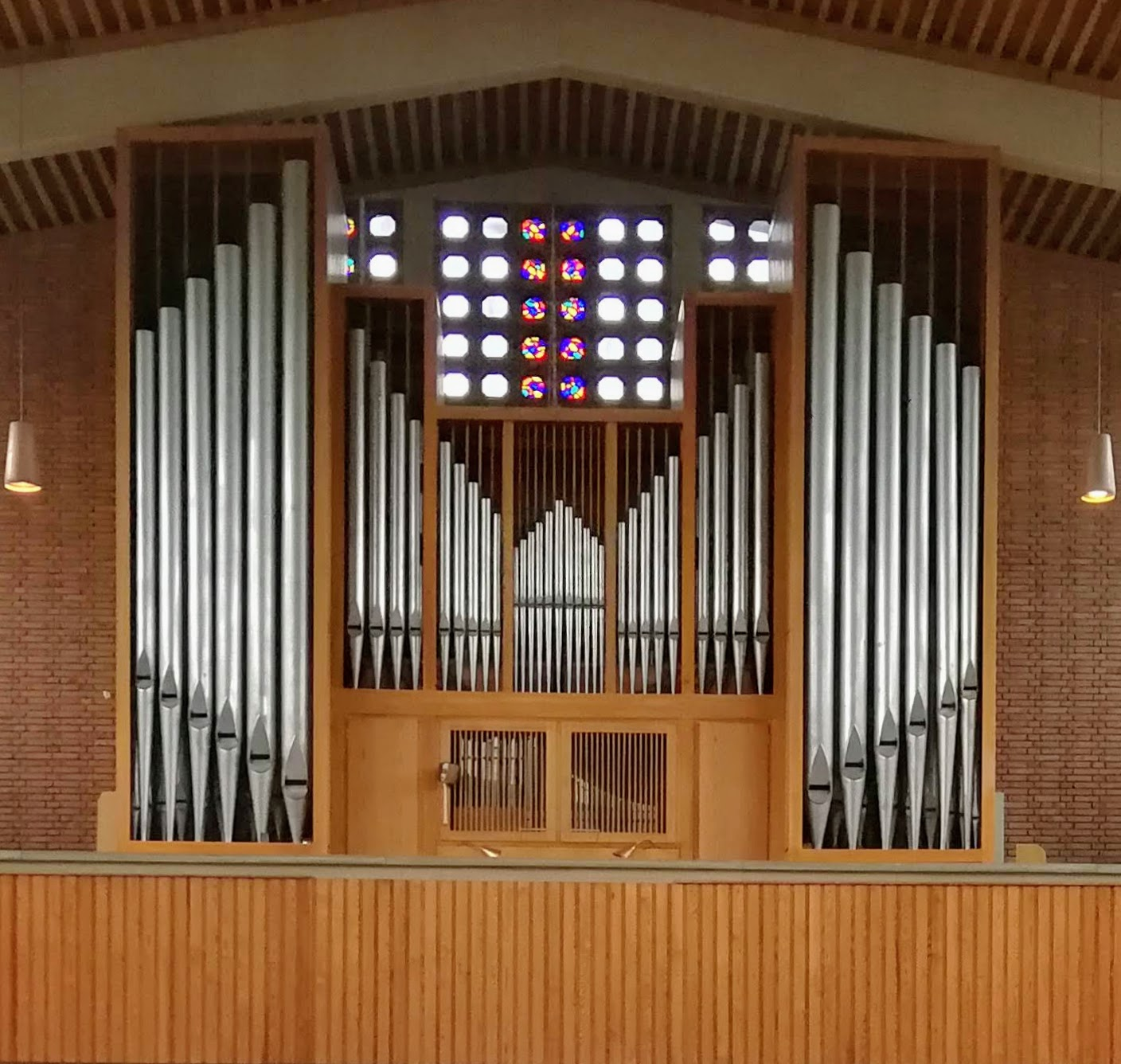
Beckerath-Orgel
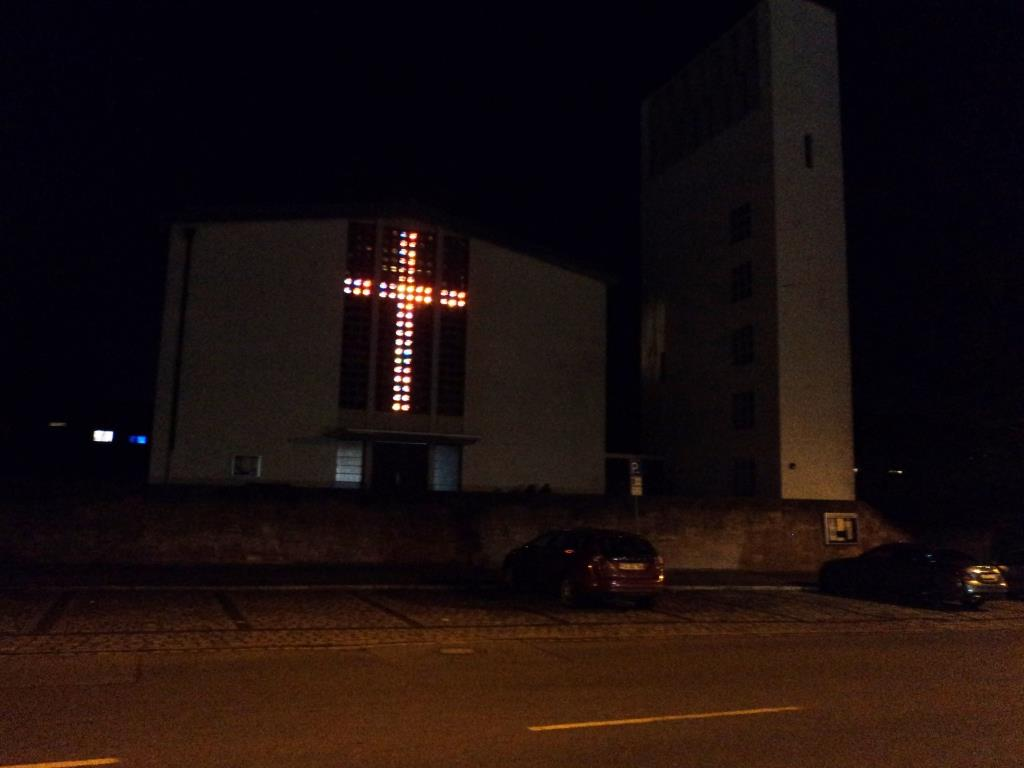
Beleuchtetes Glaskreuz bei Nacht